# 空軍第一戰術戰鬥機聯隊
空軍第一戰術戰鬥機聯隊簡稱第一聯隊，前身為空軍第一轟炸大隊。目前駐守台南基地，負責衛戍南部的空防安全。每年會和第三聯隊在澎湖進行換防任務。

## 沿革
- 民國25年，「空軍第一轟炸大隊」於江西南昌成立，裝備諾斯羅普-伽瑪2E輕型轟炸機。[2]
- 民國26年赴蘭州接收SB-2轟炸機
- 民國32年換裝B-25C/D轟炸機。
- 抗戰勝利後駐防漢口，配備B-25J轟炸機。
- 民國36年，因應B-25轟炸機數量不足，接收加拿大製FB.Mk 26戰轟機。
- 民國38年隨政府遷台，駐防臺中水湳機場。
- 民國41年擴編為空軍第一聯隊，同年移防臺南機場。
- 民國42年開始換裝F-84G戰鬥機。
- 民國43年8月14日，為精研飛行技能及培養團隊精神而成立雷虎小組，操作F-84G戰鬥機。
- 民國47年9月4日換裝F-86F戰鬥機。
- 民國48年雷虎小組換裝F-86F戰鬥機。
- 民國49年6月16日，第一戰術轟炸聯隊改稱第一戰術戰鬥機聯隊。
- 民國57年3月24日換裝F 5A/B戰鬥機。
- 民國59年12月16日增編「第71空中支援管制中隊」，直屬聯隊，並接收O-1G空中管制機。
- 民國63年12月17日換裝F-5E/F戰鬥機。
- 民國64年雷虎小組換裝F-5E戰鬥機。
- 民國65年8月16日因應軍方政策第一聯隊更改部隊番號為「空軍第四四三戰術戰鬥機聯隊」。
- 民國74年3月1日第71空中支援管制中隊接收A-CH-1攻擊機以汰換O-1G空中管制機，管制中隊改稱「第71空中管制暨攻擊中隊」。
- 民國76年5月1日增設「第72空中管制暨攻擊中隊」，直屬聯隊。
- 民國77年7月1日雷虎小組換裝AT-3自強號高級教練機
- 民國78年5月12日雷虎小組交由空軍官校擔負。
- 民國80年8月1日第72空中管制暨攻擊中隊併入第71隊。
- 民國85年1月1日，第71空中管制暨攻擊中隊隊裁撤。
- 民國86年3月進行F-CK-1經國號戰鬥機換裝任務。
- 民國89年7月14日第443聯隊F-CK-1經國號戰鬥機成軍。
- 民國91年11月30日第一大隊裁併，同年12月1日第1、3、9中隊提升為第1、3、9作戰隊。
- 民國106年，443聯隊番號改回「空軍第一戰術戰鬥機聯隊」。[3]

## 指揮管轄
- 聯隊長少將、副聯隊長上校
  - 第一戰鬥機作戰隊
    - F-CK-1A/B MLU 經國號 × 20架

  - 第三戰鬥機作戰隊
    - F-CK-1A/B MLU 經國號 × 20架

  - 第九戰鬥機作戰隊
    - F-CK-1A/B MLU 經國號 × 20架

  - 空軍第一修護補給大隊
  - 空軍第一基地勤務大隊
  - 馬公基地勤務隊
  - 憲兵第一中隊
  - 憲兵第九中隊